# Martina Weisenbilderová
Martina Weisenbilderová (* 13. dubna 1992) je házenkářka švédského týmu Kristianstad handboll a českého národního týmu. Do roku 2015 působila v interligových týmech DHC Slavia Praha a DHK Baník Most a pracovala u městské policie v Mostě. S týmem Kristianstadu se v sezóně 2015/16 zachránila v nejvyšší švédské soutěži. Zúčastnila se domácího mistrovství světa juniorek v házené 2012 (15. místo) a Univerziády 2015 v Jižní Koreji (4. místo). V seniorské reprezentaci debutovala v listopadu 2015 proti Rumunsku (prohra 26:31) a vstřelila jednu branku.